# モンタニャレアーレ
モンタニャレアーレ（イタリア語: Montagnareale）は、イタリア共和国シチリア州メッシーナ県にある、人口約1,500人の基礎自治体（コムーネ）。

## 地理

### 位置・広がり
メッシーナ県中部のコムーネ。県都メッシーナから西へ54kmの距離にある。

#### 隣接コムーネ
隣接するコムーネは以下の通り。
- ジョイオーザ・マレーア
- リブリッツィ
- パッティ
- サンタンジェロ・ディ・ブローロ

## 行政

### 分離集落
モンタニャレアーレには、以下の分離集落（フラツィオーネ）がある。
- Bonavita, Laurello, San Giuseppe, Santa Nicolella, Fiumara